# Guardia imperial germana

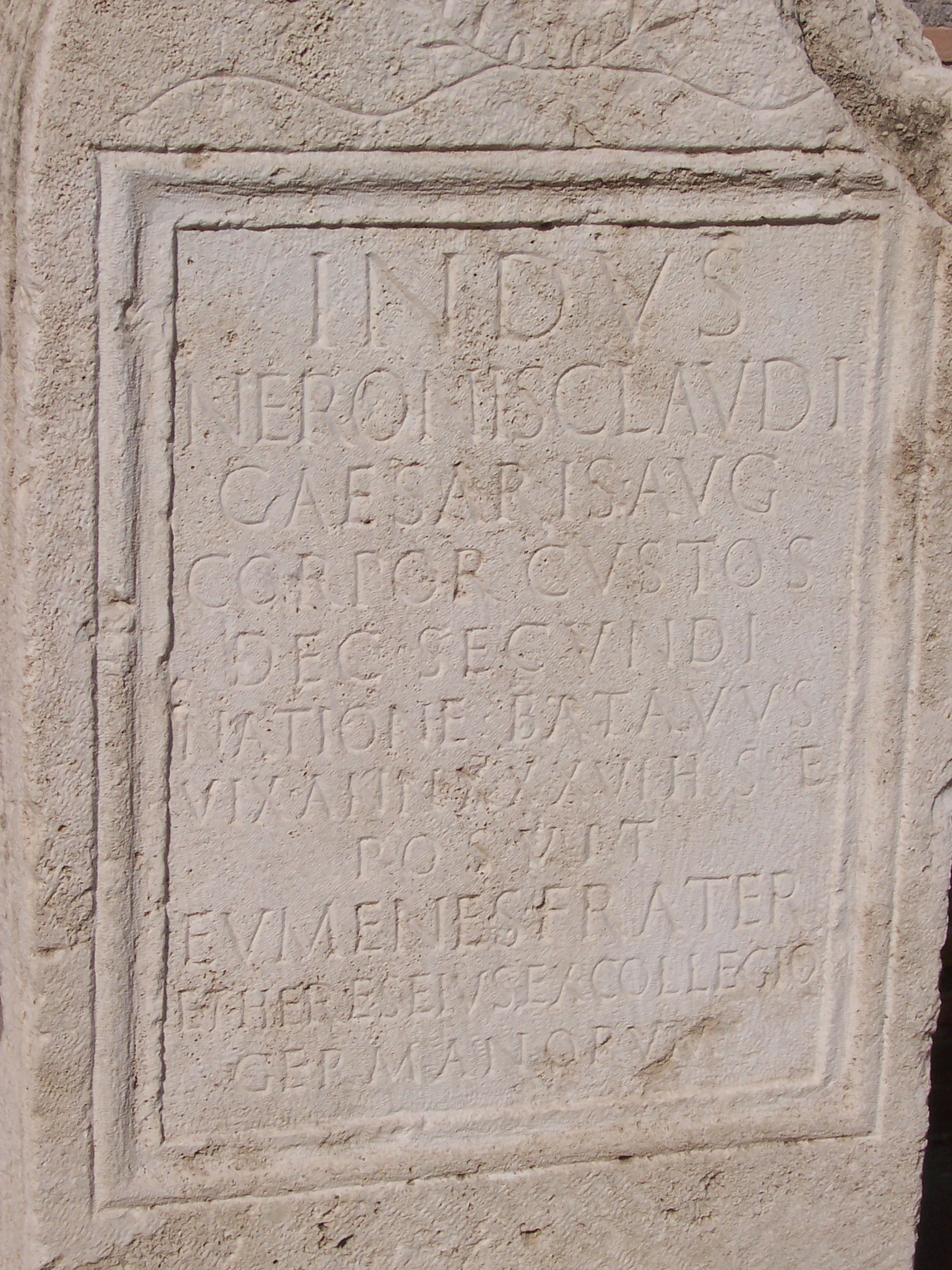
Lápida funeraria de un miembro de esta guardia de tiempos del emperador Nerón. AE 1952, 148. Museo Nacional Romano.

La guardia imperial germana  fue una de las guardias personales de los emperadores romanos de la dinastía Julio-Claudia conformada por soldados germanos. A diferencia de los pretorianos, que se pueden considerar el principal cuerpo militar del emperador, los guardias germanos eran reclutados en lugares distantes del Imperio, por lo que no tenían conexiones políticas o personales con Roma o las provincias.
Por De bello Gallico se sabe que Julio César también tuvo una escolta germana.

## Historia
Los miembros de la guardia imperial germana eran reclutados de los pueblos que residían en la frontera de la provincia de Germania Inferior, principalmente de los bátavos y los ubios, pero también de pueblos cercanos de los alrededores del delta del Rin como los frisios  y los betasios.
Poco se sabe sobre su organización. Estaba dividida en cinco centurias, cada una comandada por un centurión. El número exacto de miembros se desconoce, pero se describe en las fuentes como una cohorte, que en este periodo estaba constituida por una fuerza de unos quinientos hombres, o menos precisamente como numerus, cuyo tamaño podía variar. En tiempos de Calígula, la guardia contaba de quinientos a mil miembros. A partir de las inscripciones se sabe que disponían de un componente montado, pues contaban con el rango de decurión, propio de las unidades de caballería.[cita requerida]
Los emperadores romanos consideraban la guardia germana leal y de confianza. Nerón, por ejemplo, confiaba en ella porque no era de origen romano.
Fue disuelta durante un breve tiempo tras la batalla del Bosque de Teutoburgo [cita requerida] y, finalmente, por el emperador Galba que la consideraba demasiado fiel a Nerón. La decisión causó gran indignación en los bátavos y contribuyó a la revuelta de los bátavos del año siguiente. Sus sucesores fueron los equites singulares Augusti, también reclutados principalmente entre los germanos.[cita requerida] Al parecer estos eran tan parecidos a los anteriores que se les dio el mismo apodo de bátavos.
El rey cliente de Judea Herodes el Grande tenía una escolta personal germana modelada sobre la de los Césares.